# RZ Piscium
RZ Piscium (o RZ Psc) és una estrella variable de tipus UX Orionis a 550 anys llum (170 pc) de distància, a la constel·lació dels Peixos. Amb el pas dels anys, s'ha trobat que l'estrella s'il·lumina i s'enfosqueix de manera erràtica, enfosquint-se fins a una desena part de la seva lluminositat habitual. S'ha trobat que RZ Piscium emet grans quantitats de radiació infraroja, per tant suggereix la presència d'una massa substancial de gas i pols que orbita l'estrella, possiblement d'un "planeta destruït".

## Planeta destruït
A causa de l'excés d'infrarojos i les variacions ràpides de la llum, els astrònoms conclouen que:
| « | La destrucció d'un o més cossos massius en òrbita s'ha produït recentment a 1 u de l'estrella, i estem veient les conseqüències d'aquest esdeveniment al llarg del pla dels fragments en òrbita. | » |

Segons l'astrònom Ben Zuckerman:
| « | La majoria d'estrelles semblants al Sol han perdut els seus discs de formació de planetes en pocs milions d'anys després del seu naixement. El fet que RZ Piscium albergui tant gas i pols després de desenes de milions d'anys significa que probablement està destruint, en lloc de construir, planetes. | » |

## Observacions

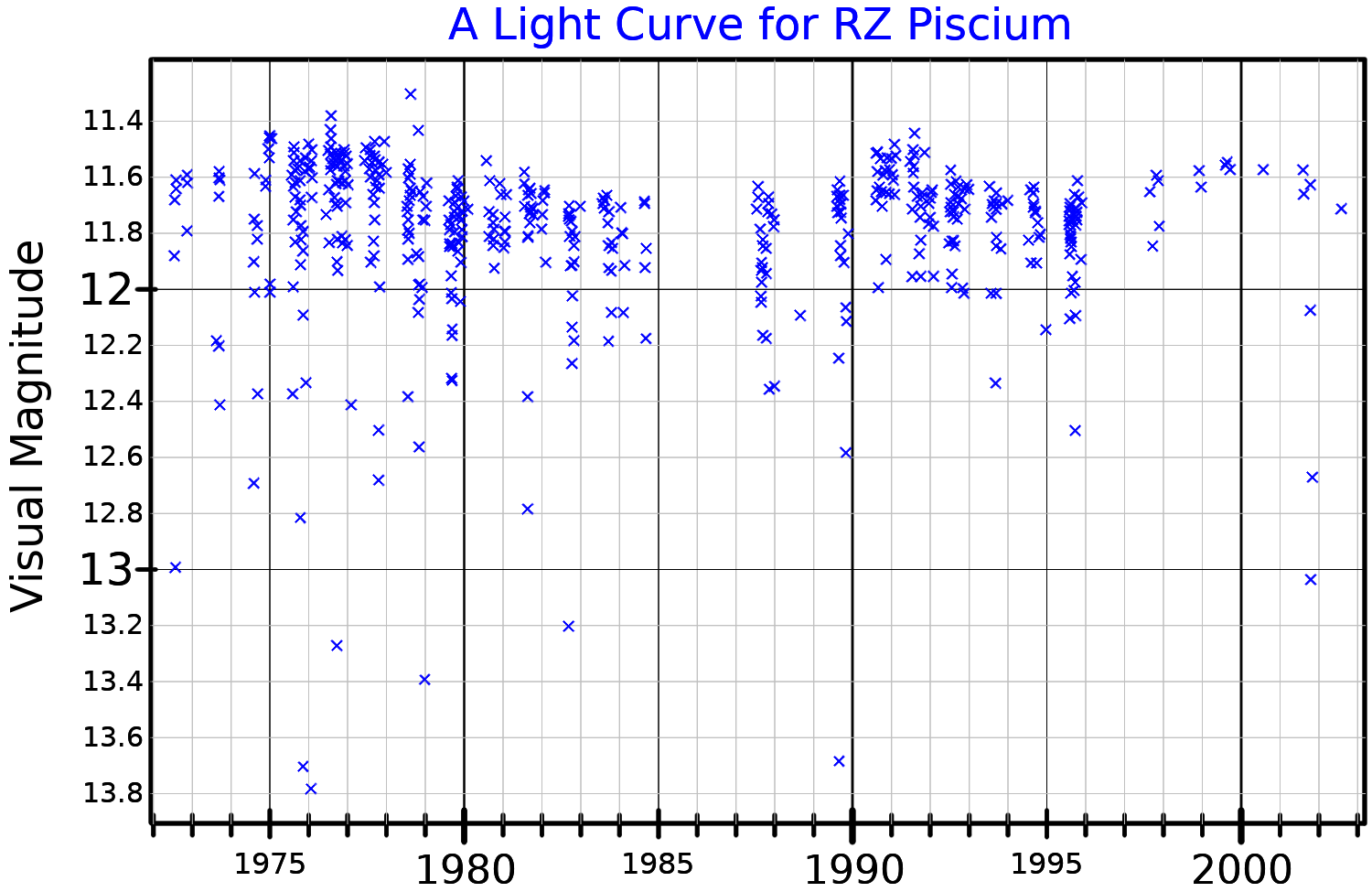
Una corba de llum de banda visual per a RZ Piscium, adaptada de Shakhovskoǐ et al. (2003)

El 2017, RZ Piscium es va estudiar mitjançant el satèl·lit XMM-Newton, el telescopi Shane de 3 metres a l'Observatori Lick de Califòrnia i el telescopi Keck I de 10 metres a l'Observatori WM Keck a Hawaii. Es va trobar que la temperatura de l'estrella era aproximadament la mateixa que la del Sol (5,600 K (5,330 °C)). A més, es va trobar que l'estrella produïa unes mil vegades més de raigs X que el Sol, cosa que suggereix que l'estrella és relativament jove. D'altra banda, es va trobar que RZ Piscium conté una quantitat relativament petita de liti superficial , la qual cosa suggereix que l'estrella té entre 30 i 50 milions d'anys; això és una mica "vell" per a una estrella amb tanta pols circumestel·lar. La majoria d'estrelles joves que són tan polsegoses com RZ Piscium poden estar produint planetes, però donada la seva edat relativament avançada, RZ Piscium pot estar destruint i consumint els seus planetes.
El 2020, la companya nana vermella amb una massa de 0,12 masses solars es va detectar a la separació projectada de 23 UA de l'estrella primària. La incandescència de l'estrella acompanyant constitueix, per tant, aproximadament un terç de l'excés d'emissió infraroja atribuïda prèviament a la pols.